# Platymya confusionis
Platymya confusionis är en tvåvingeart som först beskrevs av Sellers 1943.  Platymya confusionis ingår i släktet Platymya och familjen parasitflugor. Inga underarter finns listade i Catalogue of Life.